# Kraj Donji
Kraj Donji is een plaats in de gemeente Marija Gorica in de Kroatische provincie Zagreb. De plaats telt 497 inwoners (2001).